# Höfen an der Enz
Höfen an der Enz ist eine Gemeinde im Landkreis Calw in Baden-Württemberg. Sie gehört zur Region Nordschwarzwald. Zur Gemeinde Höfen an der Enz gehören außer dem gleichnamigen Dorf keine weiteren Ortschaften.

## Geographie
Höfen liegt im Enztal im Nordschwarzwald in 360 bis 712 Meter Höhe, unterhalb des Zusammenflusses der Großen Enz und der Kleinen Enz. Die Gemeindefläche ist zu 85 % bewaldet.
Im Norden grenzt Höfen an den Enzkreis. Im Osten an die Gemeinde Schömberg. Im Süden an Bad Wildbad. Und im Westen an Dobel.

## Geschichte
Die erste überlieferte Benennung des Ortes ist „zum Hof“ (locus dictus zu dem hofe in Urkunde vom 26. Juli 1376), zu den Höfen.
Höfen kam mit Neuenbürg an Württemberg. Zuvor durch einen Konsulenten verwaltet, wurde der Ort erst während der Zeit des Königreichs Württemberg zur Mitte des 19. Jahrhunderts eine eigene Schultheißerei und selbstständige Gemeinde im Oberamt Neuenbürg. Bei der Verwaltungsreform während der NS-Zeit in Württemberg gelangte Höfen 1938 zum Landkreis Calw. Nach dem Zweiten Weltkrieg wurde der Ort Teil der Französischen Besatzungszone und des Landes Württemberg-Hohenzollern, welches 1952 im Bundesland Baden-Württemberg aufging.

## Religionen

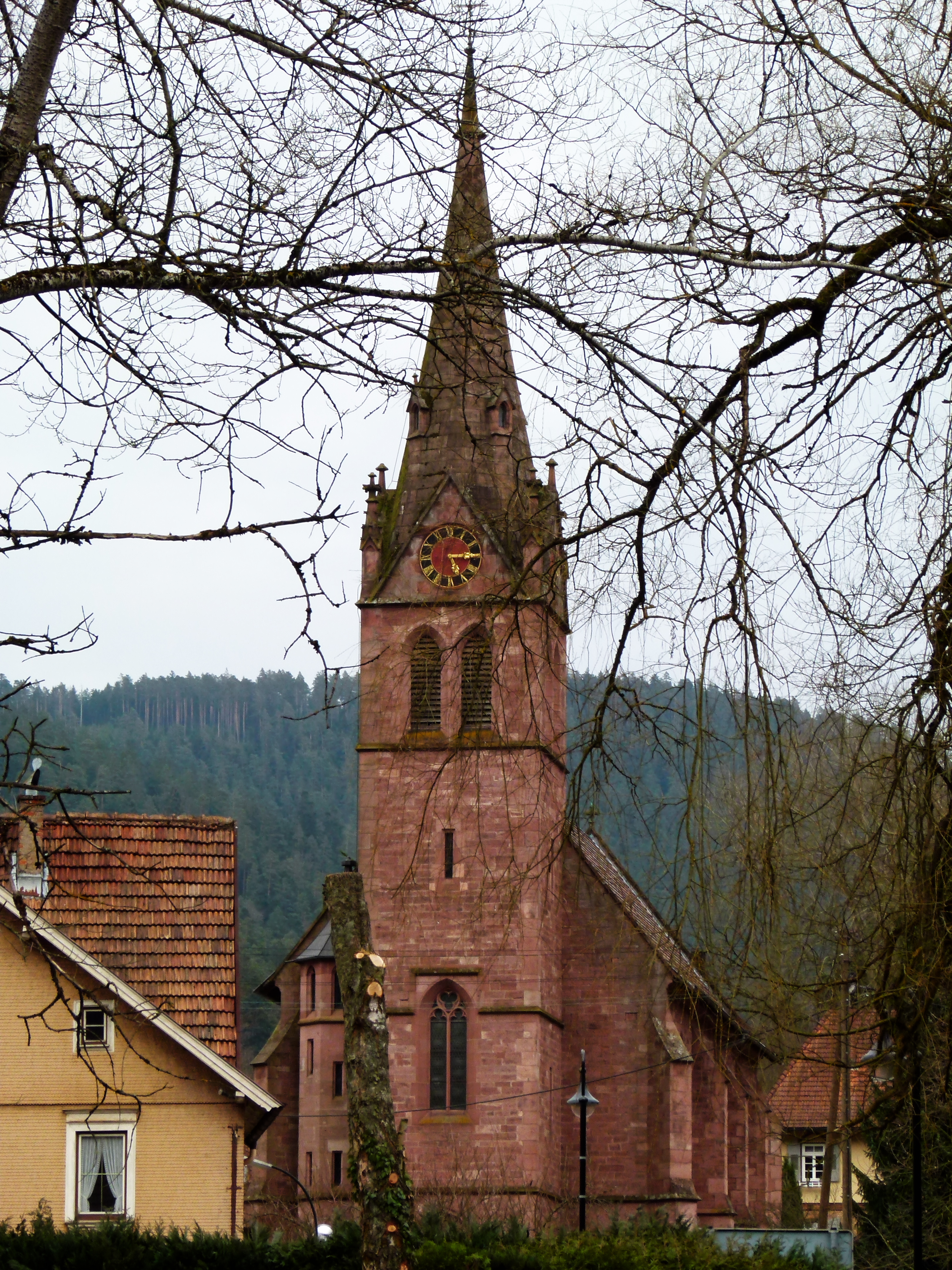
Kirche in Höfen

Seit der Reformation ist Höfen evangelisch geprägt und gehörte lange zur Pfarrei in Calmbach. Erst 1892 wurde die neogotische Kirche am Ort erbaut und 1897 eine evangelische Kirchengemeinde mit Pfarramt eingerichtet. Sie ist dem Kirchenbezirk Neuenbürg zugeordnet, der Teil der Württembergischen Landeskirche ist. Die römisch-katholischen Gläubigen werden von Bad Wildbad aus betreut, das zum Dekanat Calw der Diözese Rottenburg-Stuttgart gehört.

## Politik

### Gemeinderat
Der Gemeinderat in Höfen hat zehn Mitglieder. Er besteht aus den gewählten ehrenamtlichen Gemeinderäten und dem Bürgermeister als Vorsitzendem. Der Bürgermeister ist im Gemeinderat stimmberechtigt. Die Kommunalwahl am 9. Juni 2024 führte zu folgendem vorläufigen Endergebnis. Die Wahlbeteiligung lag bei 57,03 %.
| Partei                              | Stimmen          | Sitze | Ergebnis 2019    |
| Freie Bürgerliche Wählervereinigung | nicht angetreten |       | 51,37 %, 5 Sitze |
| Höfener Bürger                      | 90,28 %          | 9     | 48,63 %, 5 Sitze |
| AfD                                 | 9,72 %           | 1     | nicht angetreten |

## Wirtschaft und Infrastruktur

### Verkehr
Höfen ist durch die Enztalbahn (Pforzheim–Bad Wildbad), heute die Linie S 6 der Stadtbahn Karlsruhe, an das überregionale Bahnnetz angebunden. Es verkehren stündlich Stadtbahnen der Linie S6 nach Bad Wildbad und Pforzheim, die teilweise über Pforzheim hinaus nach Bietigheim-Bissingen oder Wörth durchgebunden werden.
Höfen liegt an der Bundesstraße 294 (Bretten–Pforzheim–Freiburg), die nächstgelegene Autobahn ist die 17 Kilometer entfernte Bundesautobahn 8 bei Pforzheim.
Durch eine Alltagsroute aus dem Radnetz Baden-Württemberg ist Höfen über Neuenbürg mit Pforzheim und in der anderen Richtung mit Bad Wildbad verbunden. Auf derselben Trasse verlaufen als Landes-Radfernwege durch Höfen:
- Der Schwarzwald-Panorama-Radweg, der in Pforzheim beginnt und über Bad Wildbad nach Waldshut-Tiengen führt.
- Der Naturpark-Radweg Schwarzwald Mitte/Nord verläuft rund um selbigen Naturpark und führt dabei von Straubenhardt und Neuenbürg nach Bad Wildbad und auf die Höhen des Schwarzwalds.

Außerdem führt der Enztalradweg durch Höfen.

### Bildung
In Höfen gibt es eine Grundschule. Ältere Schüler werden in den Nachbarorten (z. B. Bad Wildbad) unterrichtet. Weitere weiterführende Schulen gibt es in Pforzheim und Calw.

## Sehenswürdigkeiten

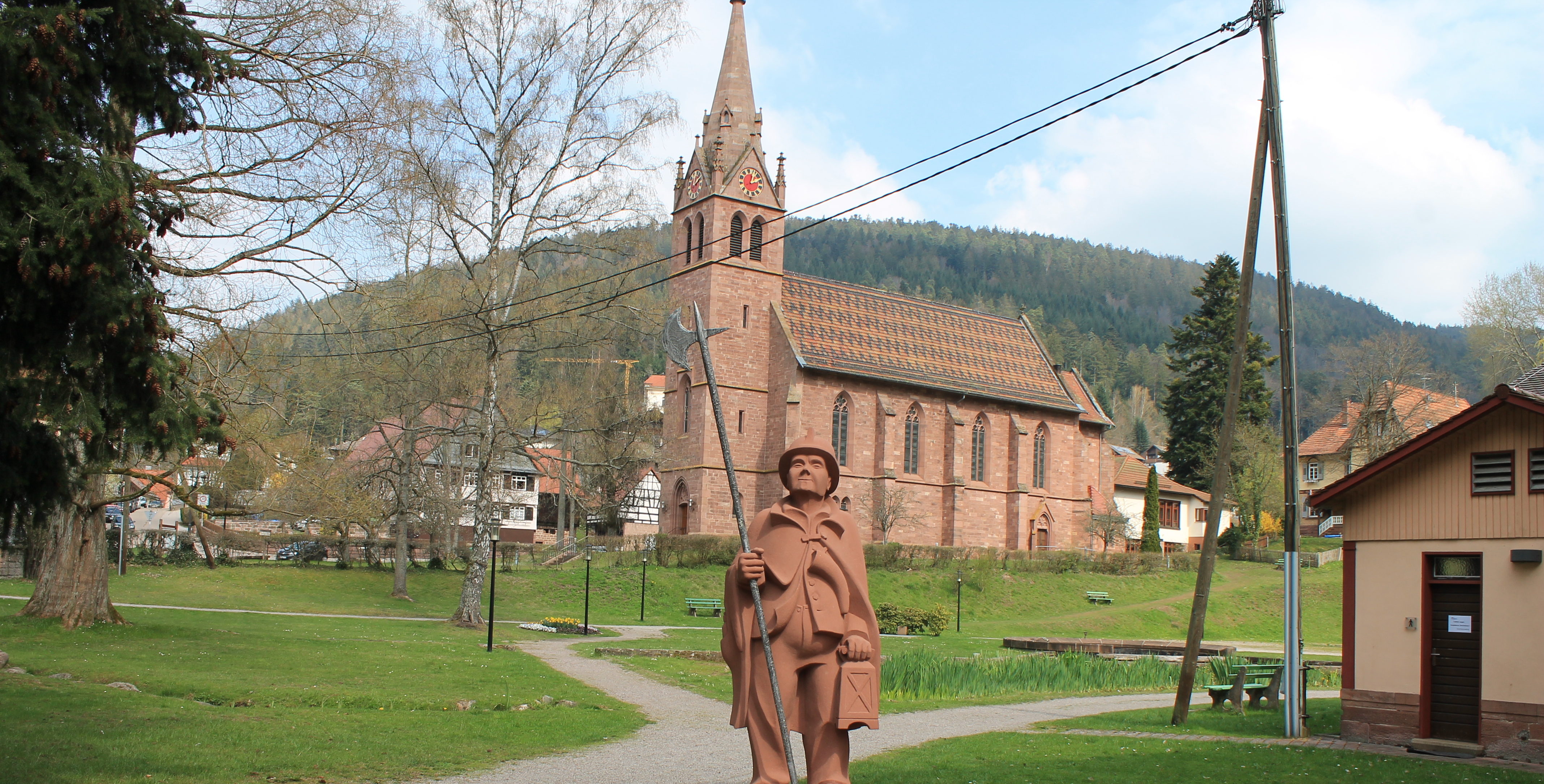
Höfen an der Enz mit Kirche und Nachtwächter
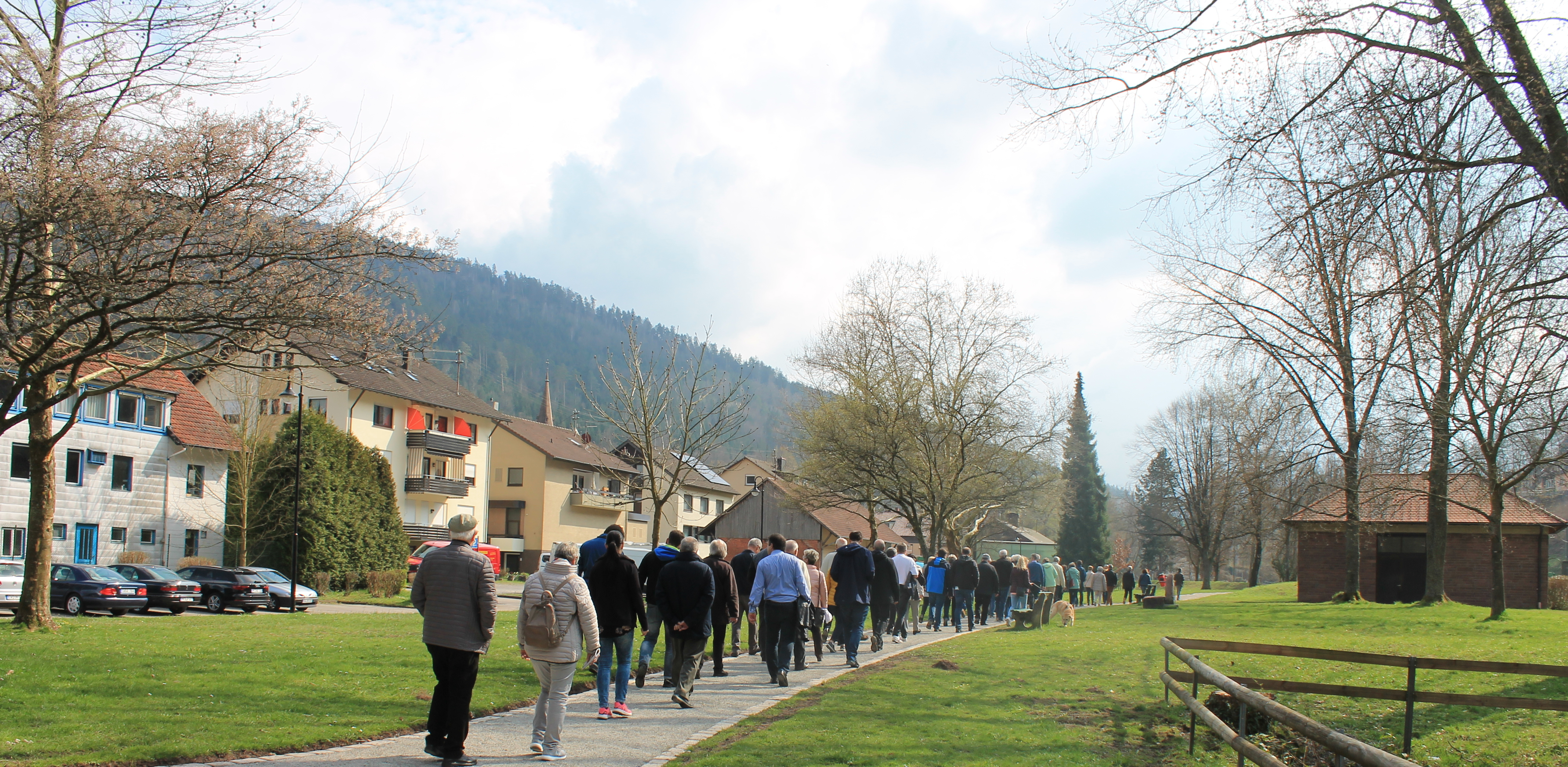
Flußpromenade an der Enz
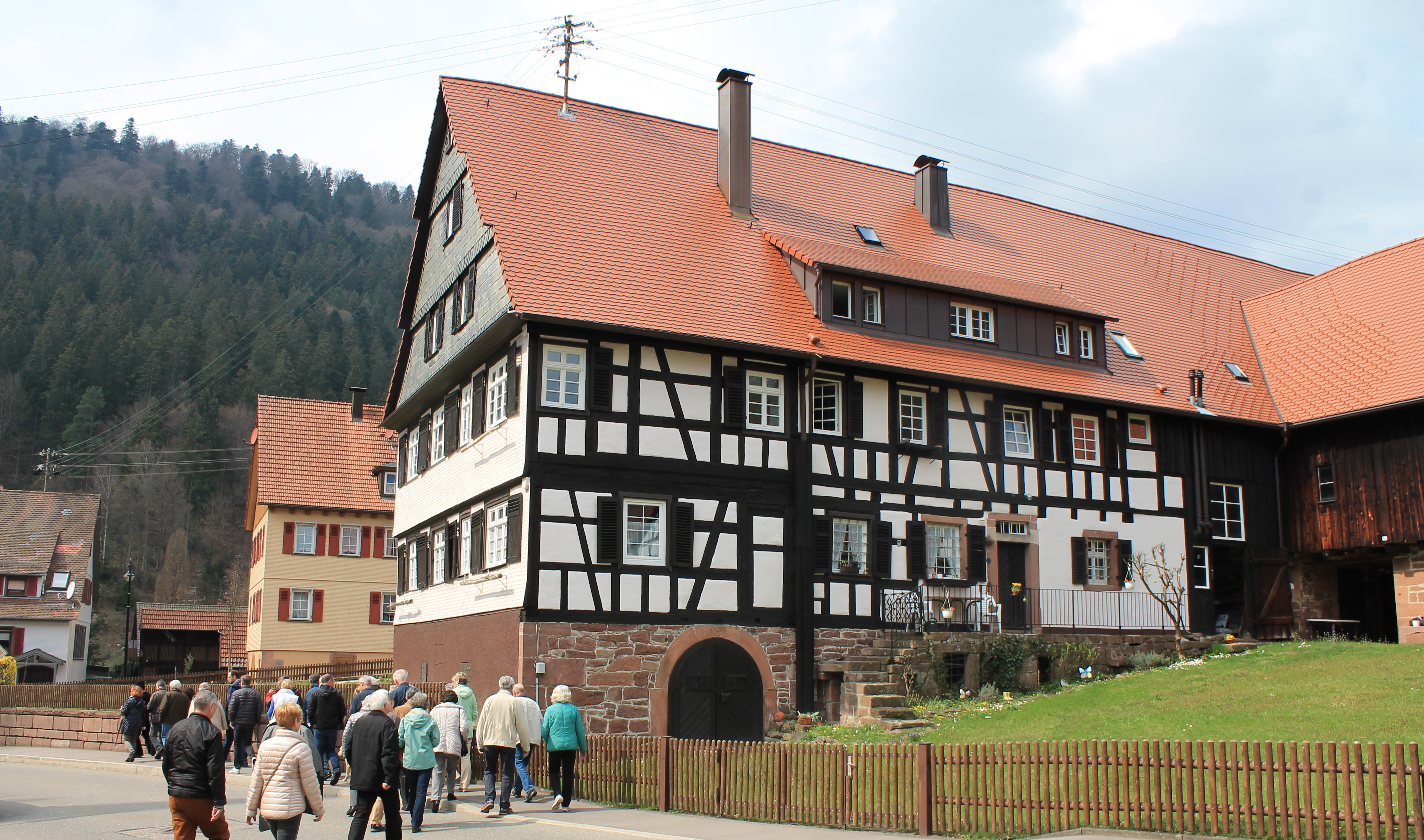
Historisches Gebäude in Höfen an der Enz – Haus Lustnau

- Höfener Kirche (evangelisch)
- Höfener Flußpromenade entlang der Enz
- Höfener Rathaus
- Villa Commerell

## Persönlichkeiten
- Karl Knöller (1868–1963), Komponist, Heimatforscher und Schriftsteller
- Karl Commerell (1875–1945), württembergischer Unternehmer und Landtagsabgeordneter